# Marcell Jansen
Pour les articles homonymes, voir Jansen.
Marcell Jansen, né le 4 novembre 1985 à Mönchengladbach, est un ancien footballeur allemand évoluant au poste de milieu latéral gauche et d'arrière gauche.
Capable d'évoluer à tous les postes du flanc gauche d'une équipe, cet ancien footballeur international allemand, a été finaliste de l'Euro 2008 et troisième des Coupes du monde 2006 et 2010 avec l'équipe nationale allemande. En club, il a évolué au Borussia Mönchengladbach en 2003 et 2007, puis au Bayern Munich entre 2007 et 2008, puis son dernier club fut le Hambourg SV entre 2008 et 2015. 
Marcell Jansen est le 18 janvier 2019, élu président du Hambourg SV.

## Biographie

### En club
Formé au Borussia Mönchengladbach qu'il a rejoint en 1994, Marcell Jansen fait ses débuts avec l'équipe première en Bundesliga, le 4 décembre 2004, contre le Hertha BSC Berlin (0-6). Ce premier match est douloureux: non seulement, son équipe encaisse une sévère défaite (6-0) mais Jansen provoque un penalty en commettant une faute sur Thorben Marx. Malgré cela, Dick Advocaat, alors entraineur du Borussia Mönchengladbach, garde foi en lui et le titularise à 17 reprises lors de cette première saison. Jansen en profite pour y inscrire son premier but (contre le VfL Bochum) et faire deux passes décisives et le club évite de peu la relégation. Ces performances lui valent de connaître une première sélection en équipe d'Allemagne de football en septembre 2005.
La saison suivante, il s'impose définitivement comme titulaire au poste d'arrière gauche disputant 32 matchs et inscrivant 3 buts. Malgré le modeste classement du club qui est dixième au championnat, il s'illustre au point d'être retenu pour disputer la Coupe du monde de football 2006. De nombreux clubs tels que le FC Barcelone, Arsenal ou encore le Bayern Munich s'intéressent de près à lui, mais il décline toutes les offres de transfert qui lui sont faites. La saison 2006/2007 est moins brillante pour son club qui finit dernier du championnat et est relégué.
En juillet 2007, il est transféré au Bayern Munich pour un montant de 12 millions d'euros. Il y signe un contrat d'une durée de 4 ans. Pourtant, il ne jouera qu'une seule saison sous les couleurs du club bavarois. Appelé à prendre la place de Philipp Lahm sur le flanc gauche, pour que ce dernier puisse évoluer à droite, il est souvent blessé et oblige l'entraîneur Jürgen Klinsmann à titulariser à de nombreuses reprises le jeune Christian Lell. Néanmoins, il remporte avec le Bayern Munich les premiers titres de sa carrière: le Championnat d'Allemagne de football et la Coupe d'Allemagne de football.
Fin août 2008, il s'engage avec le club allemand de Hambourg pour 5 saisons. Jouant principalement au poste de milieu offensif gauche, il connaît de nombreuses blessures qui l'empêchent de réaliser des saisons complètes.
En juillet 2015, alors qu'il lui est annoncé que son contrat au club ne sera pas renouvelé, il décide d'arrêter sa carrière professionnelle à 29 ans. 

### En sélection nationale
Avec les moins de 20 ans, il participe à la Coupe du monde des moins de 20 ans en 2005. Lors du mondial junior organisé aux Pays-Bas, il officie comme titulaire et joue cinq matchs. Il se met en évidence lors du premier match de poule, en délivrant une passe décisive contre l'Égypte. L'Allemagne s'incline en quart de finale face au Brésil, après prolongation.
Avec les espoirs, il inscrit un but contre le pays de Galles en février 2005, lors des éliminatoires du championnat d'Europe espoirs 2006.
Marcell Jansen débute en équipe nationale allemande en remplaçant Thomas Hitzlsperger, le 3 septembre 2005, lors de la défaite 0-2 contre la Slovaquie à Bratislava. Appelé par Jürgen Klinsmann pour disputer la Coupe du monde 2006 avec la sélection allemande, la magnifique forme de son compatriote Philipp Lahm ne lui permet de ne faire qu'une seule apparition lors du tournoi, lors du match pour la 3e place remporté 3-1 contre le Portugal alors que Lahm a été positionné arrière-droit par Klinsmann.
Il est retenu comme titulaire au poste d'arrière gauche à l'Euro 2008, en lieu et place de Philipp Lahm, qui est positionné sur le flanc droit. Néanmoins, lors du deuxième match de la compétition contre la Croatie, cette organisation défensive se révèle peu concluante pour le sélectionneur Joachim Löw, le sélectionneur allemand, qui sort Jansen à la mi-temps du match et retourne à la formation utilisée lors de la Coupe du monde 2006 avec Lahm à gauche et Arne Friedrich à droite. Jansen ne fera plus alors que quelques apparitions en fin de match durant la majeure partie du tournoi. Néanmoins, il entrera au début de la seconde mi-temps de la finale contre l'Espagne, sans toutefois influer sur le score du match (défaite 1-0 de l'Allemagne).
Souvent blessé, il ne connaît que peu de sélections entre l'Euro 2008 et la Coupe du monde de football de 2010 et ne fait surtout que quelques apparitions en fin de match.
Il est néanmoins retenu pour le Mondial 2010, mais est cantonné au rôle de remplaçant de Jérôme Boateng sur le flanc gauche de la défense allemande.
Il est cependant titularisé lors de la petite finale face à l'Uruguay, à la place de Lukas Podolski, sur le côté gauche, au milieu de terrain et en profite pour marquer un but. Excepté un match qualificatif pour l'Euro 2012 deux mois plus tard face à la Belgique, il n'est plus appelé par Joachim Löw pendant près de trois ans. Il est de nouveau rappelé lors de l'année 2013.

## Palmarès
- International allemand (35 sélections/3 buts) depuis le 3 septembre 2005 : Slovaquie 2 - 0 Allemagne
- Vainqueur de la Coupe Intertoto en 2005 et 2008
- Vainqueur de la Coupe d'Allemagne en 2008
- Champion d'Allemagne en 2008

### Buts en sélections
| Buts en sélection de Marcell Jansen | Buts en sélection de Marcell Jansen | Buts en sélection de Marcell Jansen                        | Buts en sélection de Marcell Jansen | Buts en sélection de Marcell Jansen | Buts en sélection de Marcell Jansen | Buts en sélection de Marcell Jansen |
| #                                   | Date                                | Lieu                                                       | Adversaire                          | Score                               | Résultats                           | Compétitions                        |
| ----------------------------------- | ----------------------------------- | ---------------------------------------------------------- | ----------------------------------- | ----------------------------------- | ----------------------------------- | ----------------------------------- |
| 1                                   | 2 juin 2007                         | Frankenstadion, Nuremberg, Allemagne                       | Saint-Marin                         | 2-0                                 | 6-0                                 | Éliminatoires Euro 2008             |
| 2                                   | 28 mars 2009                        | Zentralstadion, Leipzig, Allemagne                         | Liechtenstein                       | 2-0                                 | 4-0                                 | Éliminatoires Coupe du monde 2010   |
| 3                                   | 10 juillet 2010                     | Nelson Mandela Bay Stadium, Port Elizabeth, Afrique du Sud | Uruguay                             | 2-2                                 | 3-2                                 | Coupe du monde 2010                 |